# فریدون فرخ
فریدون فرخ، دیپلمات ایرانی و کارمند بلندپایهٔ وزارت امور خارجه ایران در دوران سلطنت محمدرضا شاه پهلوی بود.
فریدون فرخ فرزند سناتور مهدی فرخ، تحصیلات خود را در رشته حقوق در سوئیس به پایان رساند و تا پیش از انقلاب ۱۳۵۷ در سمت مشاور عالی، کاردار و سفیر در کشورهای بلژیک، یونان، آلمان شرقی و غربی خدمت کرد.
آخرین سمت فریدون فرخ تا قبل از انقلاب ۵۷، سرپرستی و هماهنگی مأموریت‌های دیپلماتیک ایران در شرق آسیا، به ویژه کره، ژاپن و هنگ‌کنگ بود.